# Morsárfoss
Morsárfoss är Islands högsta vattenfall. Vattenfallet har en total fallhöjd på 227,3 meter och finns i Vatnajökulls nationalpark.
Vattenfallet upptäcktes inte förrän 2007, och när det mättes år 2011 befanns det vara 30 meter högre än Glymur som fram till dess varit känt som landets högsta vattenfall.